# Chùa Tam Thanh
Chùa Tam Thanh nằm trong động núi đá (nên còn được gọi tên khác là Động Tam Thanh) thuộc địa phận phường Tam Thanh, thành phố Lạng Sơn, tỉnh Lạng Sơn .
Theo sử sách Đại Nam Nhất Thống Chí thì chùa Tam Thanh có từ thời nhà Lê, thuộc địa phận xã Vĩnh Trại, châu Thoát Lãng.

## Đặc trưng
Chùa Tam Thanh có một tượng phật A Di Đà màu trắng với nét mềm mại, uyển chuyển được tạc nổi vào vách đá từ thế kỷ 15. Pho tượng này mang phong cách nghệ thuật thời Lê - Mạc (thế kỷ 16-17) tạc theo thế đứng trong hình một lá đề. Tượng cao 202 cm, rộng 65 cm, mặc áo cà sa buông chùm xuống tận gót, hai tay chỉ xuống đất trong thế ấn cam lộ
Ngoài ra, Chùa còn có hồ Âm Ti với làn nước trong xanh bốn mùa với muôn trùng nhũ đá thiên tạo từ ngàn năm rất đẹp.

## Động Tam Thanh

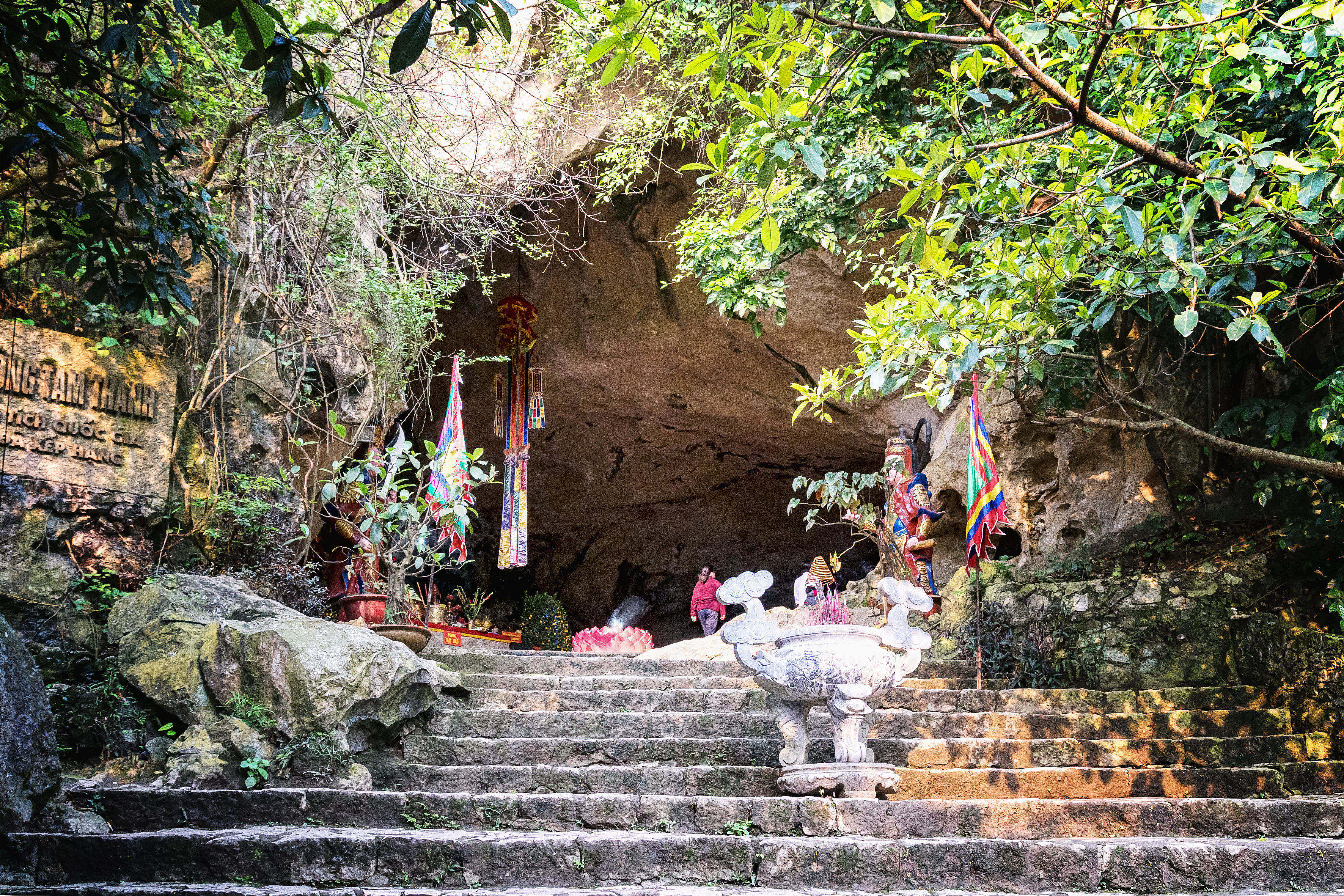
Cửa động Tam Thanh

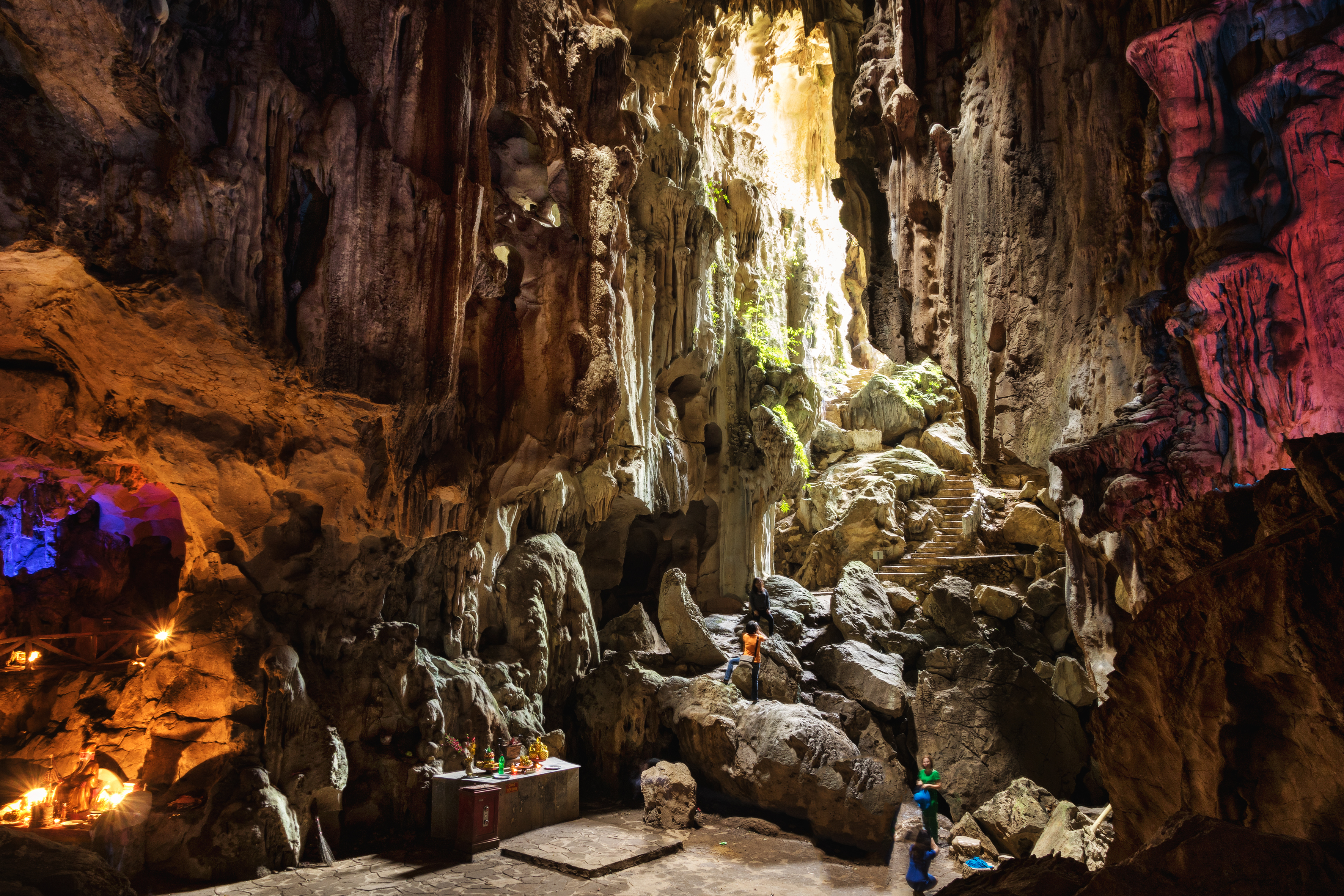
Trong động Tam Thanh

Tam Thanh là quần thể 3 động Nhất Thanh, Nhị Thanh, Tam Thanh nằm trong Chùa Tam Thanh.
Ðộng Tam Thanh nằm trong một dãy núi có hình đàn voi phủ phục trên mặt cỏ xanh. Hang động Tam Thanh ở lưng chừng núi. Cửa hang nhìn về hướng đông cao chừng 8m có lối lên là 30 bậc đá đục vào sườn núi, có nhiều cây cối um tùm che khuất ánh nắng. Vách động bên phải có khắc bài thơ của Ngô Thì Sĩ (1726-1780) khi ông làm đốc trấn Lạng Sơn.
Tam Thanh được mệnh danh là "Đệ nhất bát cảnh Xứ Lạng" (gồm 4 điểm là: động Nhị Thanh, động Tam Thanh, thành nhà Mạc và Nàng Tô Thị).

## Giá trị văn hoá
Ngoài giá trị danh thắng, chùa Tam Thanh còn được biết đến bởi những giá trị văn hóa. Trong động chùa còn lưu lại hệ thống văn bia khá phong phú của các văn nhân, thi sĩ qua các thời kỳ lịch sử. Trong đó, tấm bia số 4 là tấm bia có niên đại cổ nhất (bia Ma Nhai), được tạc vào thời Lê Vĩnh Trị năm thứ 2 (1677), ghi lại chi tiết việc xây dựng tôn tạo chùa.

## Lễ hội
Chùa Tam Thanh tổ chức hội chính vào ngày mười lăm tháng giêng (âm lịch) hàng năm.

## Ca dao
Câu ca dao về địa danh Lạng Sơn gắn liền với chùa Tam Thanh mà câu ca dao này đã gắn bó với bao nhiêu thế hệ người Việt Nam bởi nó được in trong sách giáo khoa.
Đồng Đăng có phố Kỳ Lừa
Có nàng Tô Thị có chùa Tam Thanh

## Hình ảnh

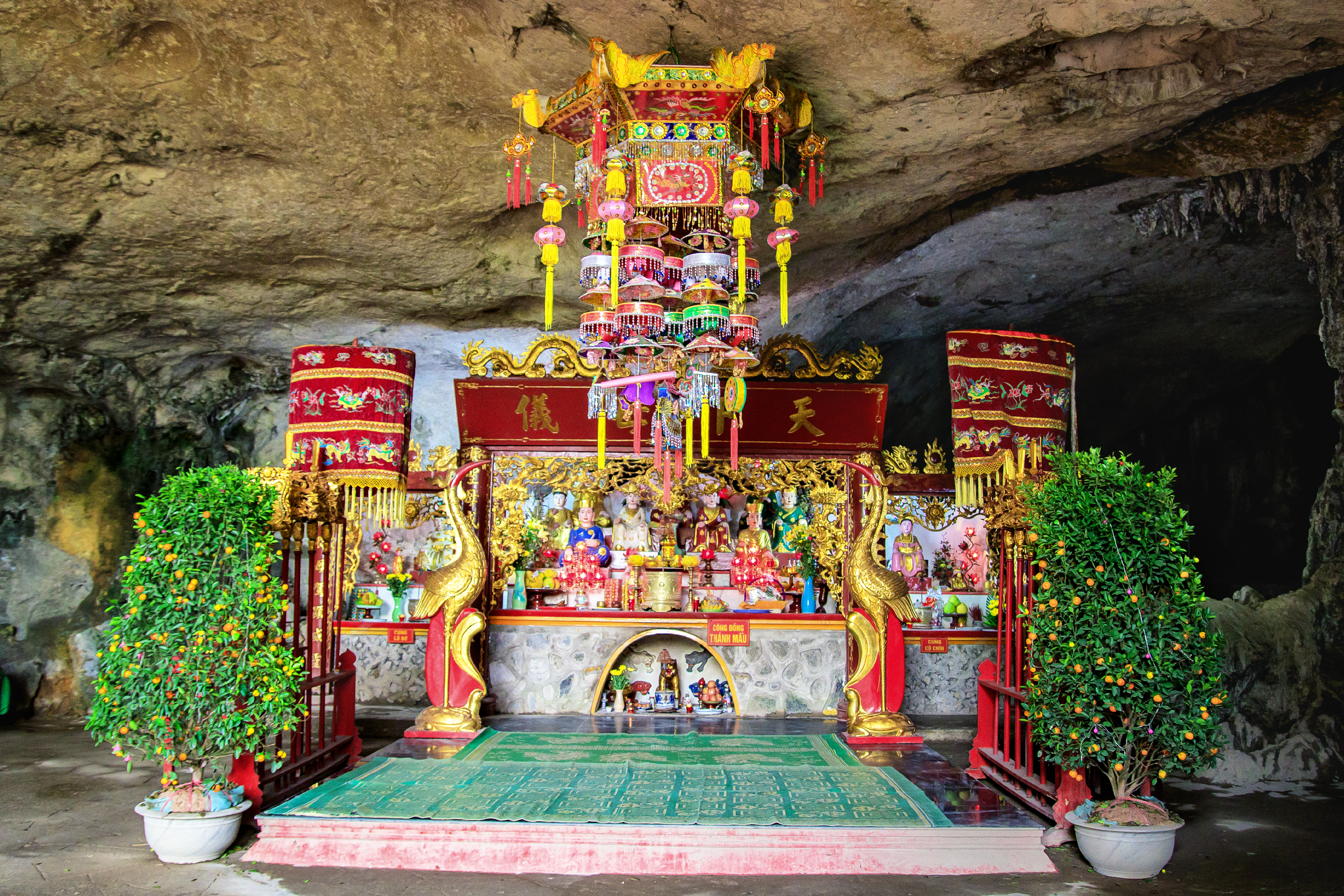
Một bàn thờ trong chánh điện.
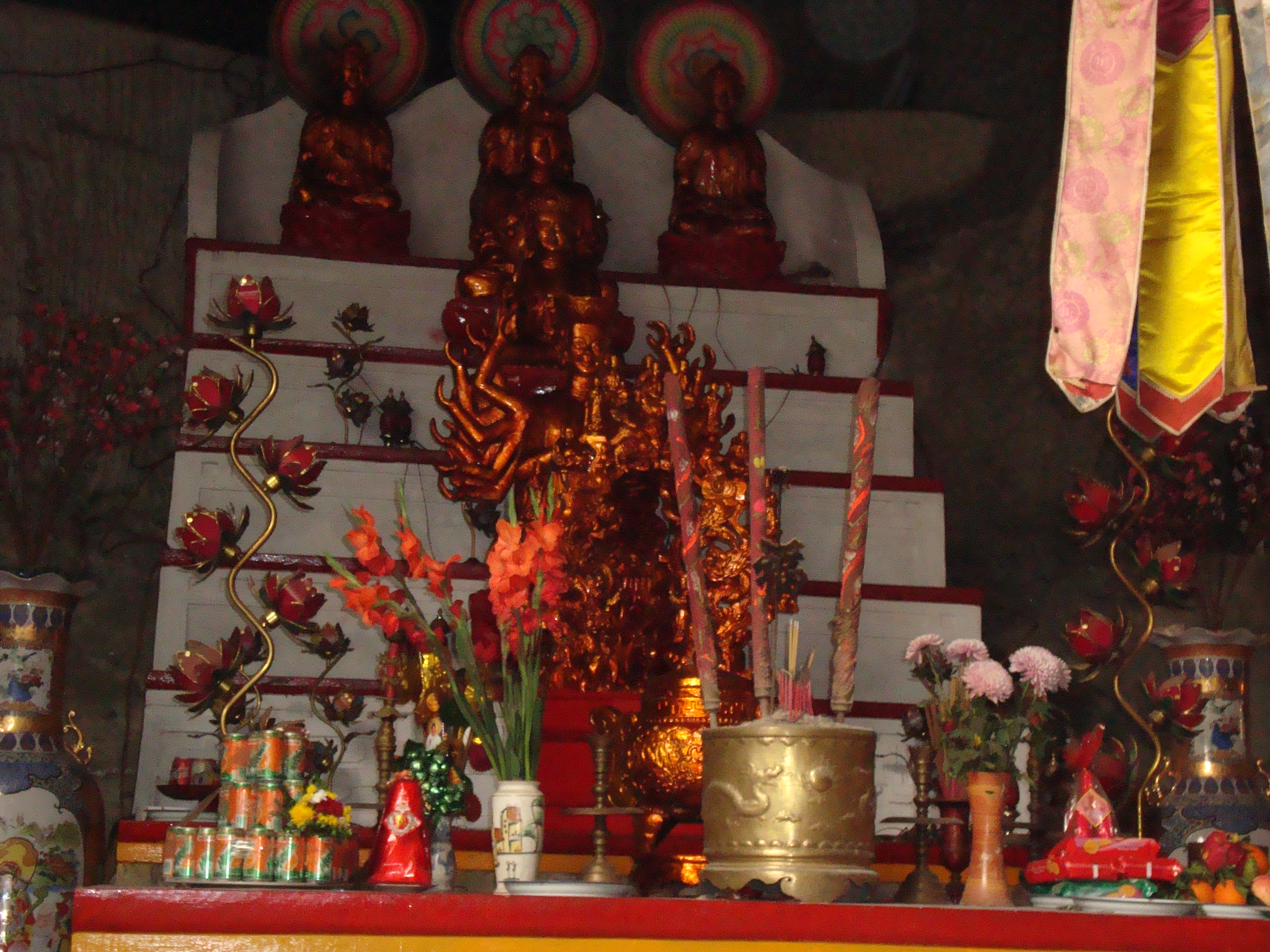
Một bàn thờ trong chánh điện (ảnh 2).